# Hunimundo (rei suevo)
Hunimundo (em latim: Hunimundus; lit. "sob a suserania dos hunos") foi um rei suevo que esteve ativo no começo do século V. Segundo Hyun Jin Kim provavelmente pode ter sido parente de Hunimundo, o Grande. Sabe-se que habitou com seu povo ao norte da província romana de Nórica e que atacou Batávio, na fronteira entre a Nórica e Récia II, nos anos de São Severino. Em meados de 460, Hunimundo invadiu a Dalmácia atravessando a Panônia, onde capturou parte do gado dos ostrogodos. Quando retornava para seu país foi atacado por Teodomiro próximo ao lago Pelsois, seu exército foi derrotado e ele capturado.
Teodomiro perdoaria Hunimundo, sendo ele adotado segundo o estilo germânico e libertado. Apesar disso, em 465, Hunimundo incitou os esciros a atacar os ostrogodos, causando a morte do rei Valamiro (r. 451–465). Ele e o suevo Alarico uniram-se aos sármatas e demais tribos vizinhas e invadiram a Panônia, onde foram derrotados numa sangrenta batalha por Teodomiro (r. 465–474/475). Sabe-se os invasores foram auxiliados pelo imperador bizantino Leão I, o Trácio (r. 457–474).